# Postura iperlordotica
La postura iperlordotica, detta anche postura lordotica o postura militare, dall'inglese Lordotic posture, Military posture o Hollow-back (schiena concava), è una deformazione posturale della colonna vertebrale.

## Definizione
Le caratteristiche principali della postura iperlordotica sono l'incremento della curva lordotica lombare (iperlordosi lombare), il bacino anteroverso (ruotato anteriormente) e la tendenza alla flessione delle anche. Nella classica postura iperlordotica il grande trocantere rimane in equilibrio sulla linea di gravità, ma il bacino ruota anteriormente, spostando la spina iliaca anteriore superiore in avanti e in basso rispetto all'osso pubico. L'anteroversione del bacino causa anche l'iperestensione delle ginocchia. L'iperlordotica potrebbe essere erroneamente giudicata come una buona postura perché la persona appare diritta e slanciata, e in passato poteva essere effettivamente scambiata per la postura ideale. Questa tipologia tuttavia risulta a tutti gli effetti in una deformazione posturale che interessa la bassa schiena, perché la curva fisiologica lombare è fuori allineamento. Mentre nelle altre comuni deformazioni posturali, la testa protende verso avanti (forward head posture), nell'iperlordotica è il petto ad essere spinto anteriormente, risultando in una curva toracica (cifosi) dritta. A lungo andare, i muscoli del petto e abduttori delle scapole (grande e piccolo pettorale, gran dentato) vengono allungati, mentre gli antagonisti che compongono l'alta schiena, cioè gli adduttori delle scapole (trapezi e romboidi) risultano accorciati e ipertonici.
I muscoli addominali e i glutei appaiono allungati e ipotonici. Nel tempo, i flessori dell'anca possono accorciarsi, e la rotazione del bacino viene limitata dalla debolezza e lunghezza eccessiva degli ischio-crurali. Questo gruppo muscolare lavora infatti per contrastare la tendenza delle anche a flettersi, mentre i muscoli dei polpacci resistono alla tendenza delle caviglie di flettersi a causa delle ginocchia bloccate. La correzione della postura iperlordotica può essere favorita dall'accorciamento dei muscoli addominali ma soprattutto dall'allungamento dei flessori dell'anca (in particolare l'ileo-psoas). Anche se non è stato dimostrato che il tono e l'accorciamento della muscolatura addominale sia in grado di correggere l'allineamento del bacino in retroversione, spesso viene suggerita la stimolazione e l'accorciamento del retto dell'addome per tendere ad attenuare la lordosi lombare.
La postura iperlordotica è riconoscibile nei ballerini e nei ginnasti, per i quali questa conformazione viene richiesta dalla loro attività. È anche la postura più comune nelle donne dopo il parto, specialmente nei parti multipli.
In una postura iperlordotica estrema, riconoscibile nell'obesità patologica cronica, la zona lombare rimane iperestesa e le facce articolari lombari entrano a contatto, l'effetto elastico degli ischio-crurali permette al bacino di rimanere inclinato. Alcuni ricercatori hanno nominato questo stato patologico come pelvic crossed syndrome o in italiano sindrome delle faccette articolari lombari. Le faccette articolari della zona lombare entrano in contatto esercitando pressione, quindi i processi articolari inferiori entrano in conflitto (impingement) con la lamina vertebrale sottostante. L'aumento del peso corporeo grava sulle faccette articolari a sua volta riducendo la forza di compressione sulle vertebre lombari.

### Iperlordotica e cifo-lordotica
La caratteristica principale della postura iperlordotica è l'aumento della lordosi lombare, ovvero l'iperlordosi. Questa peculiarità è riconoscibile anche in un'altra postura denominata cifo-lordotica, in cui, oltre all'iperlordosi lombare, è presente anche l'aumento della cifosi toracica (ipercifosi), condizione inversa a quella della prima. A causa di alcune analogie tra le due deformazioni posturali, è possibile che anche la cifo-lordotica venga denominata come iperlordotica, perché anche in questo caso è effettivamente presente un'accentuazione della curva lombare. Tuttavia la postura iperlordotica o militare viene dissociata dalla postura cifo-lordotica, poiché nella prima, la sola curva fisiologica alterata è appunto quella lombare, con un possibile appiattimento della cifosi, mentre nella seconda si assiste invece ad un'accentuazione della cifosi e della lordosi cervicale.

## Caratteristiche

### Fisiologiche
- testa allineata tendente all'indietro;
- petto spinto verso avanti e in fuori;
- scapole addotte;
- curva cervicale (lordosi cervicale) allineata;
- curva toracica (cifosi toracica) allineata;
- accentuazione della lordosi lombare (iperlordosi lombare);
- bacino anteroverso;
- anche leggermente flesse;
- ginocchia leggermente iperestese;
- caviglie leggermente flesse;

### Muscolari

#### Muscoli accorciati/ipertonici
- adduttori delle scapole (trapezio, romboidi);
- estensori della colonna lombare;
- flessori dell'anca (soprattutto grande e piccolo psoas);

#### Muscoli allungati/ipotonici
- abduttori delle scapole (gran pettorale, piccolo pettorale, gran dentato);
- retto addominale;
- obliqui esterni;
- grande gluteo;
- ischio-crurali;

## Programma di correzione
- tonificare gli adduttori delle scapole (grande e piccolo pettorale);
- allungare i flessori dell'anca (soprattutto l'ileo-psoas);
- tonificare e accorciare gli ischio-crurali;
- tonificare e accorciare il grande gluteo;

La correzione della postura iperlordotica richiede un accorciamento dei muscoli addominali e soprattutto un allungamento dei flessori dell'anca. I retto dell'addome deve essere accorciato combinando la retroversione del bacino con la flessione del tratto lombare, ma solo dopo aver tonificato i muscoli addominali per prevenire l'inarcamento, in cui gli addominali pur contraendosi non ostacolano l'accentuazione della curva invece di contrastarne la formazione. I flessori dell'anca risultano i muscoli più determinanti nel processo di correzione, in quanto il loro accorciamento li rende direttamente responsabili dell'aumento della curva lombare. Lo stretching dei flessori dell'anca, in particolare dell'ileo-psoas, è prioritario, assieme a quello degli estensori lombari (quadrato dei lombi). L'accorciamento e ipertono degli ischio-crurali e dei glutei è allo stesso modo suggerito. Se presente un eccessivo inarcamento del petto con spalle retroverse, è necessario tonificare i muscoli responsabili dell'adduzione delle scapole e dell'anteroversione delle spalle, tra cui il grande pettorale, il piccolo pettorale, e il gran dentato.
Poiché anche i muscoli che necessitano di essere allungati richiedono un programma di tonificazione, anche se generalmente meno intenso e frequente, si dovrà considerare l'importante "Legge della plasticità muscolare" (o "Legge di Borelli Weber Fick"), la quale sostiene che: "La lunghezza delle fibre è proporzionale all'accorciamento ottenuto dalla loro contrazione, e questo è circa uguale alla metà della lunghezza delle fibre".

Le 4 possibili modalità di esecuzione di un movimento muscolare sono:
- Allungamento completo e contrazione completa: aumenta la parte contrattile e diminuisce quella tendinea, permettendo al muscolo di mantenere la sua lunghezza e aumentare la velocità;
- Allungamento completo e contrazione incompleta: aumenta la parte tendinea e diminuisce quella contrattile, per aumentare la lunghezza del muscolo ma ridurne la velocità;
- Allungamento incompleto e contrazione completa: la lunghezza del muscolo diminuisce;
- Allungamento incompleto e contrazione incompleta: la lunghezza del muscolo diminuisce;

In base a questa legge pare chiaro che i muscoli che necessitano di essere allungati dovranno essere allenati in massimo allungamento e in contrazione incompleta, mentre quelli che devono essere accorciati, dovranno essere allenati in massima contrazione, e allungamento incompleto. Pertanto la traiettoria articolare (Range of motion, ROM) dei relativi esercizi dovrà essere modificata in base a queste esigenze.

### Esercizi per gli addominali e flessori dell'anca
Assieme alla postura cifo-lordotica, l'iperlordotica richiede prioritariamente un allungamento dei flessori dell'anca. In un programma di allenamento fisico mirato al miglioramento di questa deformazione, viene richiesta inoltre una particolare attenzione verso lo stimolo dei muscoli addominali. Tuttavia è bene evitare alcuni di questi movimenti, che al contrario potrebbero facilmente peggiorare lo stato posturale del soggetto. Nello specifico si tratta di molti degli esercizi che vengono riconosciuti impropriamente come "esercizi per gli addominali", tra i quali si può riconoscere il sit-up, i leg raise supini, alle parallele o alla sbarra, il jacknives o le sforbiciate, i quali in realtà reclutano in maniera diretta i flessori dell'anca, proprio il gruppo di muscoli che in questo caso dovrebbero essere allungati, e non stimolati e tonificati. I professionisti del fitness generalmente sconsigliano di eseguire questa serie di esercizi per gli addominali, in quanto è stato riconosciuto che possano facilmente creare dolori alla bassa schiena, soprattutto nei soggetti con addominali relativamente deboli. È stato stabilito che i sollevamenti delle gambe (Leg raise) in posizione supina sollecitano i flessori dell'anca con un limitato coinvolgimento della muscolatura addominale, mentre è stato notato che spesso viene a crearsi uno squilibrio tra gli addominali deboli e i flessori dell'anca forti nei movimenti di flessione del busto (come il sit-up). L'obiettivo di un allenamento degli addominali dovrebbe essere invece quello di massimizzare il coinvolgimento della muscolatura addominale, riducendo al minimo il coinvolgimento dei flessori dell'anca.
I flessori dell'anca sono per definizione i muscoli responsabili del sollevamento degli arti inferiori (flessione della coscia), mentre gli addominali, i quali non hanno alcun ruolo nella flessione del femore, in questo esercizio rimangono contratti in isometria (senza modificare la loro lunghezza). Diversi studi dimostrano in modo conclusivo il coinvolgimento dei muscoli addominali in modalità isometrica. Nel sollevare la gamba appesa, il retto addominale deve ruotare il bacino posteriormente (retroversione del bacino) e stabilizzarlo al fine di consentire agli arti inferiori di flettersi verso il petto. Dal momento che gli arti inferiori sono relativamente pesanti, la tensione sul retto addominale è dovuta in gran parte al suo ruolo nella stabilizzazione del bacino. L'esercizio svolto con le gambe dritte pone un pesante carico sulla colonna lombare, rendendolo ad alto rischio per alcuni individui, come i soggetti iperlordotici. I soggetti iperlordotici devono assolutamente evitare questi movimenti con un'azione ipertonificante sui flessori dell'anca, optando per esercizi che li escludono completamente dal lavoro muscolare. Il crunch può essere tra tutti l'esercizio più indicato per sollecitare la muscolatura addominale in presenza di iperlordosi.

## Muscolatura influente sull'inclinazione pelvica
Secondo Kendall et al. (2005), l'anteroversione del bacino può essere il risultato di una combinazione tra muscolatura addominale anteriore debole (ipotonica), flessori dell'anca rigidi e ipertonici (specialmente l'ileo-psoas), muscolatura della bassa schiena rigida e ipertonica, ed estensori dell'anca deboli. Una bassa schiena rigida ed estensori dell'anca deboli sono raramente considerati la principale causa, ma se notati in associazione con flessori dell'anca accorciati e debolezza della muscolatura addominale, la relativa inclinazione pelvica e l'accentuazione della lordosi tendono ad essere più accentuate. Al contrario, la retroversione del bacino associata soprattutto alla postura Flat back, si crede sia il risultato della combinazione tra muscolatura della bassa schiena ipertonica e accorciata, muscolatura addominale ipertonica, e flessori dell'anca deboli. Tuttavia, è importante notare che queste sono osservazioni cliniche con pochi studi empirici disponibili a supporto di queste conclusioni.

### Muscolatura addominale
A causa dell'attaccamento della muscolatura addominale al bacino, è evidente che quando questi muscoli vengono attivati portando ad una flessione del tronco, il bacino viene portato a ruotare posteriormente, mentre la rigidità degli erettori spinali lombari porta alla rotazione anteriore del bacino. Se gli addominali sono allungati e gli erettori spinali lombari sono accorciati, si è teorizzato che il grado di anteroversione del bacino e della lordosi lombare sarebbero maggiori del normale. Ma, nonostante sia stato provato che la funzione degli addominali di ruotare il bacino posteriormente tramite una contrazione in posizione in piedi, non esistono evidenze a riguardo della relazione tra l'abilità della muscolatura addominale di attivare una contrazione e mantenerla durante la normale posizione in piedi rilassata. Alcuni ricercatori (Walker et al, 1987) condussero uno studio per determinare le relazioni tra la lordosi lombare, l'inclinazione del bacino e l'attività addominale durante la normale posizione in piedi. Dopo l'esecuzione di alcuni test, l'équipe rivelò che non vi fosse alcuna correlazione tra la funzione della muscolatura addominale e la rotazione del bacino o la lordosi lombare come precedentemente esposto. Queste conclusioni sono state supportate da altri suti che non identificarono alcuna associazione tra la debolezza o ipotonicità della muscolatura addominale e l'anteroversione del bacino. Tuttavia, altri lavori hanno esaminato l'attività mioelettrica della muscolatura addominale durante il mantenimento della postura eretta, rivelando che questo gruppo muscolare non è attivo in questa posizione. Quindi, è possibile che le contrazioni attive della muscolatura addominale non siano responsabili del grado di inclinazione del bacino durante la normale postura eretta rilassata. In sintesi, la letteratura scientifica suggerisce che la muscolatura addominale non gioca un ruolo importante nello stabilire la postura o l'inclinazione del bacino durante la postura eretta. Questi risultati potrebbero suggerire che altri muscoli potrebbero invece avere un'influenza marcata sull'inclinazione del bacino e sulla lordosi lombare rispetto a quanto ci si aspettava in passato.

### Gruppo muscolare dei flessori dell'anca
Il gruppo dei muscoli flessori dell'anca ha ricevuto molta attenzione riguardo alla sua influenza sull'inclinazione del bacino. Per decenni i flessori dell'anca rigidi e accorciati sono stati associati ad un aumento dell'anteroversione del bacino a causa dell'attaccamento del muscolo ileo-psoas. Tuttavia, gli studi hanno fallito nel dimostrare una significativa correlazione tra l'inclinazione del bacino in posizione eretta e la lunghezza dei muscoli flessori dell'anca. Nonostante gran parte della letteratura scientifica indichi che i flessori dell'anca non hanno un impatto significativo sull'inclinazione del bacino in posizione eretta, uno studio (Link et al., 1990) rivelò invece una significativa correlazione tra la lunghezza dei flessori dell'anca e l'anteriorizzazione del bacino se comparato all'inclinazione pelvica da seduto, quando venne comparata l'inclinazione del bacino in posizione seduta o eretta. Lo studio evidenziò che da posizione seduta, quando i flessori dell'anca subiscono un accorciamento, l'inclinazione del bacino era ridotta se comparata alla postura eretta, in cui i flessori dell'anca venivano allungati, e di conseguenza l'inclinazione del bacino in anteroversione aumentava.

### Inclinazione pelvica ed estendibilità degli ischio-crurali
A causa dell'orientamento degli ischio-crurali sulla tuberosità ischiatica del bacino, è logico supporre che la lunghezza di questi muscoli influisca sui movimenti del bacino. Tuttavia, nonostante venga suggerito da alcuni autori che gli ischio-crurali accorciati portino ad una retroversione del bacino, diverse ricerche hanno indicato che la lunghezza di questi muscoli non influenza significativamente l'inclinazione pelvica nella posizione eretta. Mentre gran parte di questi studi si focalizzarono sull'accorciamento degli ischio-crurali, Li et al. (1990) rivelarono un leggero incremento dell'inclinazione del bacino in anteroversione come risultato di un'aumentata estendibilità degli ischio-crurali stessi; tuttavia questi guadagni non furono significativi. Toppenberg e Bullock conclusero che le maggiori condizioni in grado di predire la lordosi è l'aumento della lunghezza degli addominali, degli erettori spinali e degli ischio-crurali, tuttavia non venne trovata alcuna correlazione tra la lunghezza di un singolo gruppo muscolare tra quelli citati e il grado di inclinazione del bacino. Infatti Toppenberg e Bullock riportarono che gli ischio-crurali accorciati erano associati ad un maggiore grado di inclinazione della colonna vertebrale, il che contrasta con l'ipotesi che gli ischio-crurali siano in grado di causare una retroversione del bacino e una riduzione della lordosi lombare. Gajdosik et al. (1992) esaminarono l'influenza degli ischio-crurali accorciati sull'inclinazione del bacino in posizione eretta. Comparando soggetti dalla lunghezza normale con altri dalla lunghezza ridotta, scoprirono che non ci fosse una rilevante influenza sull'inclinazione pelvica da eretti come conseguenza della lunghezza degli ischio-crurali. Anche Link et al., nonostante avessero trovato una significativa correlazione tra la lunghezza dei flessori dell'anca e l'anteroversione del bacino, non riportarono invece una rilevante correlazione tra l'estendibilità degli ischio-crurali e l'inclinazione pelvica. In sintesi, la letteratura scientifica non supporta il concetto che l'estendibilità degli ischio-crurali sia legata all'inclinazione pelvica. Mentre diversi studi hanno individuato una correlazione positiva tra i due, non è la capacità di estensione a confermarne la correlazione.

### Conclusioni
- la tonicità della muscolatura addominale non esercita un'influenza sull'inclinazione del bacino, pertanto l'allungamento o l'accorciamento della muscolatura addominale non influisce sulla correzione posturale;
- alcune evidenze scientifiche riconoscono che la lunghezza dei flessori dell'anca possa contribuire ad inclinare il bacino in anteroversione;
- la lunghezza degli ischio-crurali non è risultata significativamente connessa con la retroversione del bacino, sollevando ulteriori dubbi sull'efficacia del loro allungamento o accorciamento nel processo di correzione;

## Altre posture
- Postura sway back
- Postura cifo-lordotica
- Postura flat back (dorso piatto)